# Гайоз Дарсадзе
Гайоз Дарсадзе (груз. გაიოზ დარსაძე, нар. 19 червня 1964, Тбілісі) — радянський та грузинський футболіст, півзахисник. По завершенні ігрової кар'єри — тренер.

## Клубна кар'єра
Гайоз Дарсадзе народився у Тбілісі. Розпочав виступи на футбольних полях у місцевій команді другої ліги «Локомотив» у 1981 році, у 1982—1983 роках грав у аматорській команді тбіліського «Спартака», у 1983—1984 роках грав у дублюючому складі команди вищої ліги «Динамо» (Тбілісі). З 1985 до 1988 року грав у дублюючому складі команди вищої ліги «Зеніт» (Ленінград). У кінці 1988 року зіграв 6 матчів за команду другої ліги «Кристал» (Херсон), після чого у футбольних командах майстрів не грав.

## Тренерська кар'єра
У 1998 році Гайоз Дарсадзе розпочав тренерську кар'єру, очоливши грузинський футбольний клуб «Самгуралі» з Цхалтубо, в якому працював до 1999 року. У 2003 році Дарсадзе очолював грузинський клуб «Амері». На початку 2000-х років він очолив молодіжну збірну Грузії, в якій працював до 2005 року, працював також технічним директором Федерації футболу Грузії. 8 серпня 2005 року Гайоза Дарсадзе затвердили виконуючим обов'язки головного тренера національної збірної Грузії, на цій посаді він працював до кінця року.